# Ärentuna socken
Ärentuna socken i Uppland ingick i Norunda härad, ingår sedan 1971 i Uppsala kommun och motsvarar från 2016 Ärentuna distrikt.
Socknens areal är 34,60 kvadratkilometer varav 34,37 land. År 2000 fanns här 7 079 invånare.  Tätorten Storvreta samt kyrkbyn Ärentuna med sockenkyrkan Ärentuna kyrka ligger i socknen.   

## Administrativ historik
Ärentuna socken omtalas första gången i skriftliga handlingar 1291 ('Ernatunum'). Byn Storvreta räknades tidigare i kyrkligt hänseende till Ärentuna men till Lena jordebokssocken. 1889 överfördes byn i alla avseenden till Ärentuna. En del av Fullerö i Gamla Uppsala socken hörde kyrkligt till Ärentuna socken, men överfördes i alla avseenden till Gamla Uppsala 1891. Utjorden Solvallen var från 1548 delad mellan Ärentuna och Bälinge jordebokssocknar.
Vid kommunreformen 1862 övergick socknens ansvar för de kyrkliga frågorna till Ärentuna församling och för de borgerliga frågorna bildades Ärentuna landskommun. Landskommunen inkorporerades 1952 i Vattholma landskommun som 1971 uppgick i Uppsala kommun.
1 januari 2016 inrättades distriktet Ärentuna, med samma omfattning som församlingen hade 1999/2000.  
Socknen har tillhört län, fögderier, tingslag och domsagor enligt vad som beskrivs i artikeln Norunda härad. De indelta soldaterna tillhörde Upplands regemente, Bälinge (Uppsala) kompani och Livregementets dragonkår, Norra Upplands skvadron.

## Geografi
Ärentuna socken ligger norr om Uppsala kring Fyrisån och Björklingeån med Uppsalaåsen som genomlöper socknen. Socknen är i sydväst en slättbygd på Uppsalaslätten och en småkuperad skogsbygd i norr och öster.

## Fornlämningar
Från bronsåldern finns spridda gravrösen och omkring 230 skärvstenhögar. Från järnåldern finns 60 gravfält och en fornborg. Tio runstenar är funna.

## Namnet
Namnet skrevs 1316 Ernetunum och kommer från kyrkbyn. Efterleden innehåller tuna, 'inhägnad'. Förleden är flertydig och kan innehålla ärn, grusö, grusig mark alternativt namnet på en gudom Härn.
Namnet skrevs före 1902 Erentuna socken.